# 산업로 (광양 하동)
| 2001년 이전 고속국도 노선 (기종점은 2001년 8월 24일 이전을 기준으로 함) | 2001년 이전 고속국도 노선 (기종점은 2001년 8월 24일 이전을 기준으로 함) |
| ----------------------------------------------------------------------- | ----------------------------------------------------------------------- |
| 노선 기호와 사용 연도                                                   |                                                                         |
| 1995년 ~ 1996년                                                         |                                                                         |
| 노선명                                                                  | 남해고속도로제3지선 (고속국도 제6-3호선)                                |
| 기점                                                                    | 경상남도 하동군                                                         |
| 종점                                                                    | 전라남도 광양시                                                         |

산업로(産業路)는 전라남도 광양시 태인동 태인교 북단과 경상남도 하동군 금남면 하동 나들목 (계천사거리)을 잇는 왕복 4차선의 도로이다. 1995년 12월 27일 남해고속도로제3지선(고속국도 제6-3호선)으로 개통했으나 도로 구조 상 고속도로로 관리하기 어렵다는 사유로 1996년 7월 1일 고속도로에서 해제되고 국도 제59호선으로 지정되었다. 섬진대교를 기준으로 서쪽 광양시 구간은 태인로(太仁路), 동쪽 하동군 구간은 산업대로(産業大路)로 명명되었다가 2009년 7월 10일 산업로로 통일하였다.

## 연혁
- 1991년 11월 9일 : 전 구간 착공
- 1992년 4월 29일 : 경상남도 하동군 금남면 ~ 전라남도 동광양시 태인동 구간을 고속국도 제6호의3호선 남해제3지선으로 지정[1]
- 1992년 6월 9일 : 남해제3지선 하동 ~ 광양 구간 신설을 위해 경상남도 하동군 금남면 계천리 ~ 전라남도 동광양시 태인동 7.5km 구간 도로구역 결정[2]
- 1995년 1월 1일 : 종점을 '전라남도 동광양시 태인동'에서 '전라남도 광양시 태인동'으로 변경[3]
- 1995년 1월 18일 : 1995년 12월까지 영업소 건설을 위해 경상남도 하동군 금성면 갈사리 240m 구간 도로구역 변경[4]
- 1995년 12월 27일 : 향후 4차선 확장을 대비한 왕복 2차선의 형태로 전 구간 개통[5][6]
- 1996년 7월 1일 : 도로 구조상 고속도로로 관리하기 어려워 고속도로 노선 지정 폐지[7], 동시에 섬진대교를 경계로 산업대로와 태인로로 분리 및 국도 제59호선으로 지정[8]
- 2001년 8월 25일 : 국도 제59호선이 광양 ~ 양양 구간으로 확대되면서 국도 제59호선의 일부구간이 됨[9]
- 2009년 7월 10일 : 2개 이상 시·도에 걸쳐 있는 도로로 산업로를 고시[10]

## 주요 경유지
전라남도
- 광양시 태인동

경상남도
- 하동군 (금성면 - 금남면)

## 노선
| 이름           | 접속 노선                       | 소재지                                         | 소재지 | 비고               |
| -------------- | ------------------------------- | ---------------------------------------------- | ------ | ------------------ |
| 태인교 북단    | 국도 제2호선 (백운1로) 삼봉산로 | 광양시                                         | 태인동 |                    |
| 섬진대교삼거리 | 국도 제59호선 (태인4길)         | 광양시                                         | 태인동 | 국도 제59호선 구간 |
| 섬진대교       |                                 | 광양시                                         | 태인동 | 국도 제59호선 구간 |
| 하동군         | 금성면                          |                                                |        | 국도 제59호선 구간 |
| 하동군         | 금성면                          | 갈사사거리                                     |        | 국도 제59호선 구간 |
| 하동군         | 금성면                          | (이름 없음)                                    | 금성로 | 국도 제59호선 구간 |
| 하동군         | 금성면                          | 진정천교                                       |        | 국도 제59호선 구간 |
| 하동군         | 금남면                          |                                                |        | 국도 제59호선 구간 |
| 하동군         | 하동 나들목 (계천사거리)        | 10호선 남해고속도로 국도 제19호선 (섬진강대로) |        | 국도 제59호선 구간 |

## 주요 건물 및 시설
- 조선내화 (전라남도 광양시 산업로 55)

## 특이 사항
이 도로가 고속도로로 존재했던 기간은 약 반년 정도에 불과하나, 고속도로 개통 당시에 설치되었던 표지판은 현재도 적지 않은 수가 남아있으며, 대부분 '고속도로 제6-3호선'표기를 '국도 제59호선'으로만 바꿔서 그대로 사용하고 있다.